# Yuan Guiren

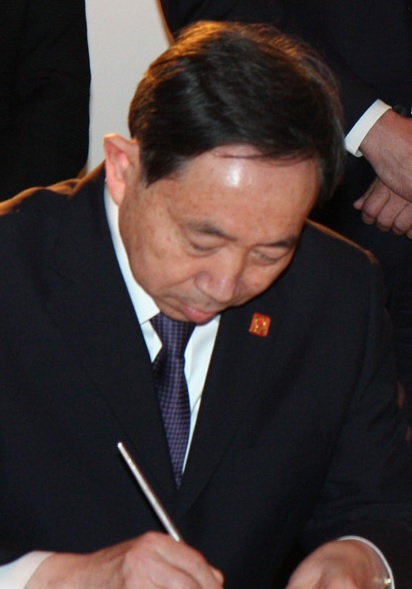
Yuan Guiren

Yuan Guiren (chino: 袁贵仁, chino tradicional: 袁貴仁, pin yin: Yuán Guìrén) (* Anhui, 1950 - ) es un académico y político chino. Ministro de Educación de la República Popular China desde el año 2009.

## Biografía
Yuan Guiren nació en el Condado de Guzhen en Anhui, en 1950. Estudió en la Universidad Normal de Pekín y fue Rector (Presidente) de la misma.
Fue nombrado Ministro de Educación de la República Popular China, el 17 de marzo del 2009, durante el 11ra Asamblea Popular Nacional de la República Popular China (NPC) en Pekín. Es también miembro del 17.º Comité Central de la Comisión Central para Inspección de Disciplina del PCCh.